# Rkia Chebili
Rkia Chébili (née le 28 février 1974 à Mantes-la-Jolie) est une athlète française, spécialiste du cross-country.

## Biographie
Elle est médaillée de bronze par équipes aux Championnats d'Europe de cross-country 2004.